# Henri Célérier
Pour les articles homonymes, voir Célérier.
Henri Célérier, né le 5 août 1910 à Saint-Yrieix-la-Perche (Haute-Vienne) et mort fusillé le 14 juin 1944 à Mérindol (Vaucluse), est un gendarme et résistant français.

## Biographie

### Jeunesse
Fils de cultivateurs, Henri Célérier naît à Saint-Yrieix-la-Perche en Haute-Vienne. D'une famille modeste, il est le quatrième enfant d'une fratrie de cinq. Son frère ainé, Léonard, est un ancien combattant de la Première Guerre mondiale décoré de la Croix de Guerre pour sa bravoure au combat.

### Carrière militaire

#### Avant-guerre
Appelé sous les drapeaux, il accomplit son service militaire au 121e Régiment d'Infanterie. 
Avec son meilleur ami, il s'engage dans la Gendarmerie nationale. Il est nommé élève garde à pied le 8 janvier 1937 et effectue sa formation à la 5e Légion de Garde Républicaine Mobile. Il obtient sa titularisation de garde à pied le 1er août de la même année. 
À compter de décembre 1937, il est affecté à la 9e Légion de G.R.M. à Champigny-sur-Marne. En novembre 1938, il prend poste à la 1re Légion, dernière affectation avant le début de la Seconde Guerre mondiale.
Alors que la France déclare la guerre à l'Allemagne, il reçoit l'ordre de mobilisation générale et rallie son unité dès le lendemain. Il combat contre l'Allemagne jusqu'au 25 juin 1940, trois jours après l'Armistice.

#### Sous l'occupation
4 ans après son engagement, il est admis dans le corps des sous-officiers de carrière. Il intègre la 15e Légion de gendarmerie qui devient Légion de gendarmerie de Provence. De Apt à Roquebrune-Cap-Martin, il rejoint la Brigade de Lauris durant l'année 1944. Il y fait la rencontre de trois gendarmes qui participent à des actes de résistance dans la région. Avec eux, il prévient à temps les réfractaires au STO (Service du travail obligatoire), renseigne sur les déplacements ennemis dans le secteur et apporte une aide active à l'O.R.A (Organisation de Résistance de l'Armée).

#### Assassinat
Le 8 juin 1944, deux jours après le débarquement de Normandie, il quitte la caserne en tenue civil avec son arme de service. Les gendarmes Robert Buatois, Louis Chauvet et Henri Escoffier l'accompagnent. Il poste une dernière lettre à sa famille et gagne le maquis. Le 13 juin, il est accueilli à Cucuron par Marius Calvin, responsable local de l'O.R.A. Au petit matin, il est surpris et arrêté dans une cache de la Résistance par des hommes de la 8e Compagnie de la Division Brandebourg. Emmené à la Kommandantur de Pertuis, il est interrogé avant d'être conduit à Mérindol où il est exécuté avec ses frères d'armes.
Henri Célérier meurt fusillé le 14 juin 1944. Il était marié et père de deux filles.

## Distinctions
Mort pour la France, il est cité à l'ordre du Corps d'Armée et décoré de la Médaille militaire à titre posthume : 

« A été fusillé par les allemands le 14 juin 1944 à Mérindol (Vaucluse) pour s'être rallié à la Résistance et avoir rejoint les Forces Françaises de l'Intérieur »

.
| Ruban              | Décoration                                      |
| ------------------ | ----------------------------------------------- |
| Médaille militaire | Médaille militaire (Décret du 31 décembre 1948) |

## Hommage

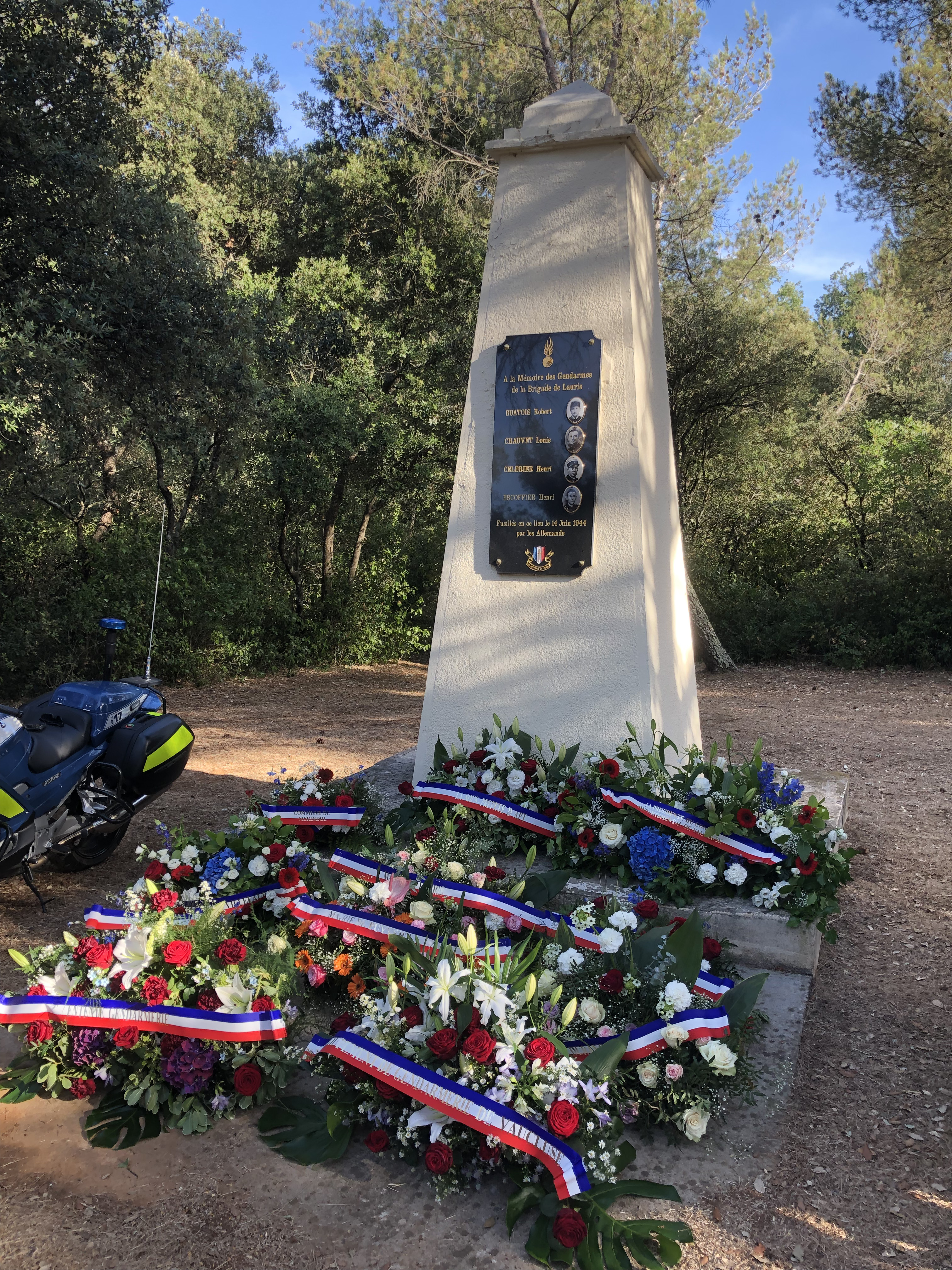

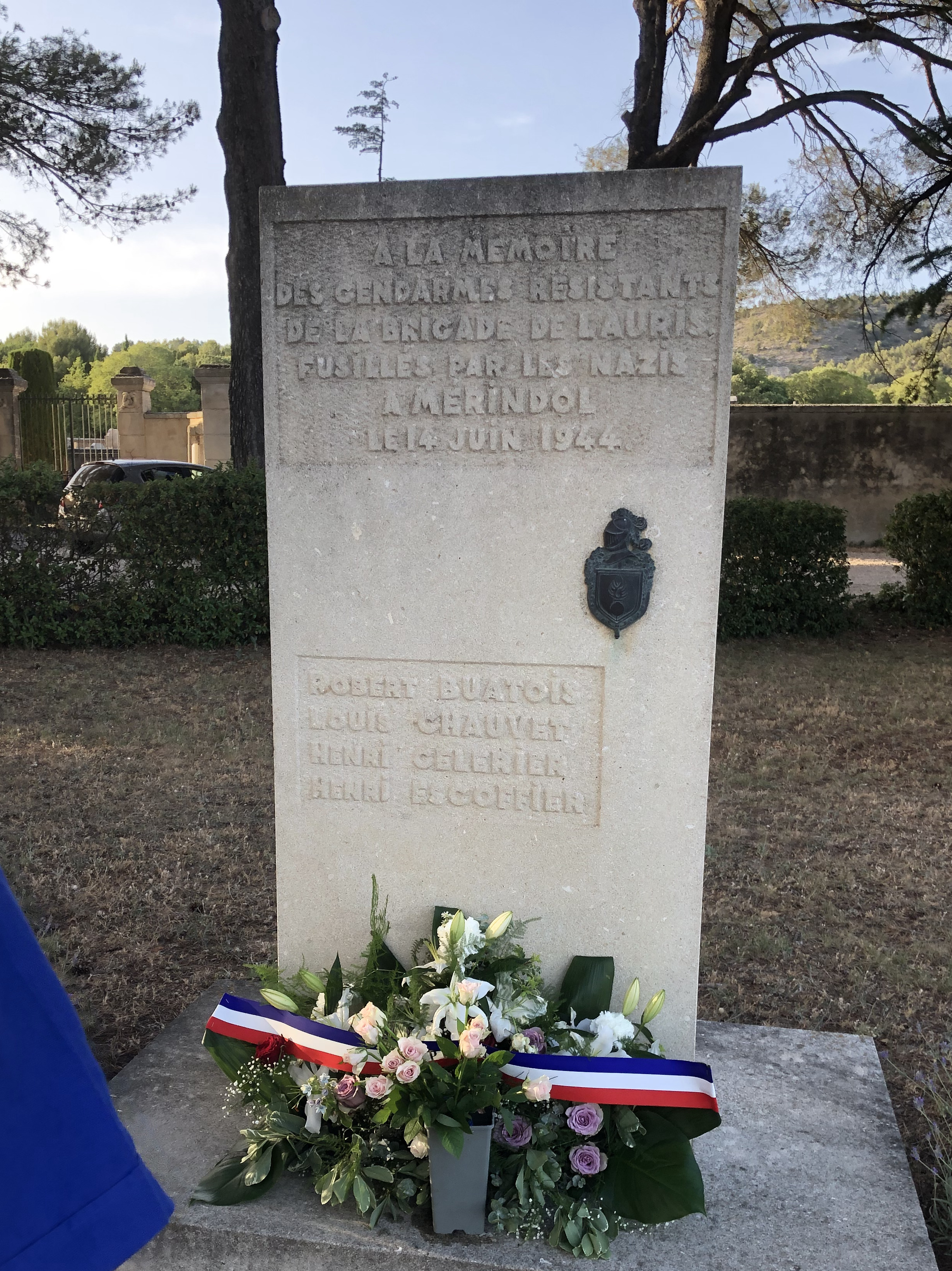

Son sacrifice est commémoré chaque année par le Groupement de gendarmerie départementale de Vaucluse. La cérémonie se déroule à Mérindol au lieu-dit Les Maufrines où une stèle a été érigée sur le lieu de son assassinat. 
Un monument porte son nom devant le cimetière de Mérindol. 
En l'honneur et en souvenir, la gendarmerie de Cadenet a été renommée "Caserne des fusillés du 14 juin 1944". Une plaque commémorative se trouve également sur l'une des façades dans la cour.

## Témoignages de camarades
Jean Fifis dit Poulet, agent de liaison au 1er Régiment de Vaucluse de l'O.R.A. - Compagnie de Cadenet, atteste :

« Monsieur Célérier Henri, gendarme à la Brigade de Lauris, a apporté une aide active et continue à l'organisation de résistance de l'Armée et en particulier à la compagnie de Cadenet de cette organisation dont j'étais moi-même membre.
Monsieur Célérier Henri, nous a communiqué a plusieurs reprises des renseignements importants concernant l'organisation des allemands dans notre secteur.
Il a également, en les prévenant en temps utile, permis a des requis du STO à se soustraire aux réquisitions.
Il a, avec plusieurs autres membres de sa brigade, rejoint notre maquis le 8 juin 1944. Alors qu'il devait participer à un transport de munitions, il a été capturé par les allemands ainsi que 3 autres gendarmes le 14 juin 1944 à 5h à Cucuron et fusillé le même jour à Mérindol. »

Jacques Fusina, gendarme à Cadenet et agent de liaison de l'Armée secrète de Vaucluse, atteste :

« Monsieur Célérier Henri, qui appartenait à la Brigade de gendarmerie de Lauris, a participé de façon active et continue à l'action des F.F.I. dans son secteur.
J'ai été moi-même en contact avec lui de par mes fonctions étant à ce moment-là, gendarme à la Brigade de Cadenet. Il s'est occupé tout particulièrement de renseigner les résistants locaux sur les activités de l'occupant et en aidant les STO à se soustraire à la réquisition.
Il a, avec trois autres gendarme, rejoint le maquis le 8 juin 1944. Capturé par les allemands avec ses camarades d'active le 14 juin 1944 à 5 heures à Cucuron. Il a été fusillé par ceux-ci le même jour à 11h à Mérindol. »